# IA-32
IA-32 (Intel Architecture 32 bits, "Arquitectura Intel de 32 bits") és l'arquitectura, o conjunt d'instruccions, que va començar a utilitzar Intel amb el processador 386 a l'any 1985, i que es va anar millorant i utilitzant en tots els processadors de la família x86: 486, Pentium, Pentium Pro, Pentium MMX, Pentium II, Pentium III, Pentium IV.
Tot i que fou Intel el creador d'aquest joc d'instruccions, altres fabricants l'han adoptat en els seus microprocessadors; el principal, AMD.